# Brachypteraciidae
Brachypteraciidae là một họ chim trong bộ Coraciiformes.

## Phân loại học
Họ Brachypteraciidae có 5 loài được xếp vào 4 chi:
- Chi Brachypteracias
  - Brachypteracias leptosomus
- Chi Geobiastes
  - Geobiastes squamiger
- Chi Uratelornis
  - Uratelornis chimaera
- Chi Atelornis
  - Atelornis pittoides
  - Atelornis crossleyi

## Hình ảnh

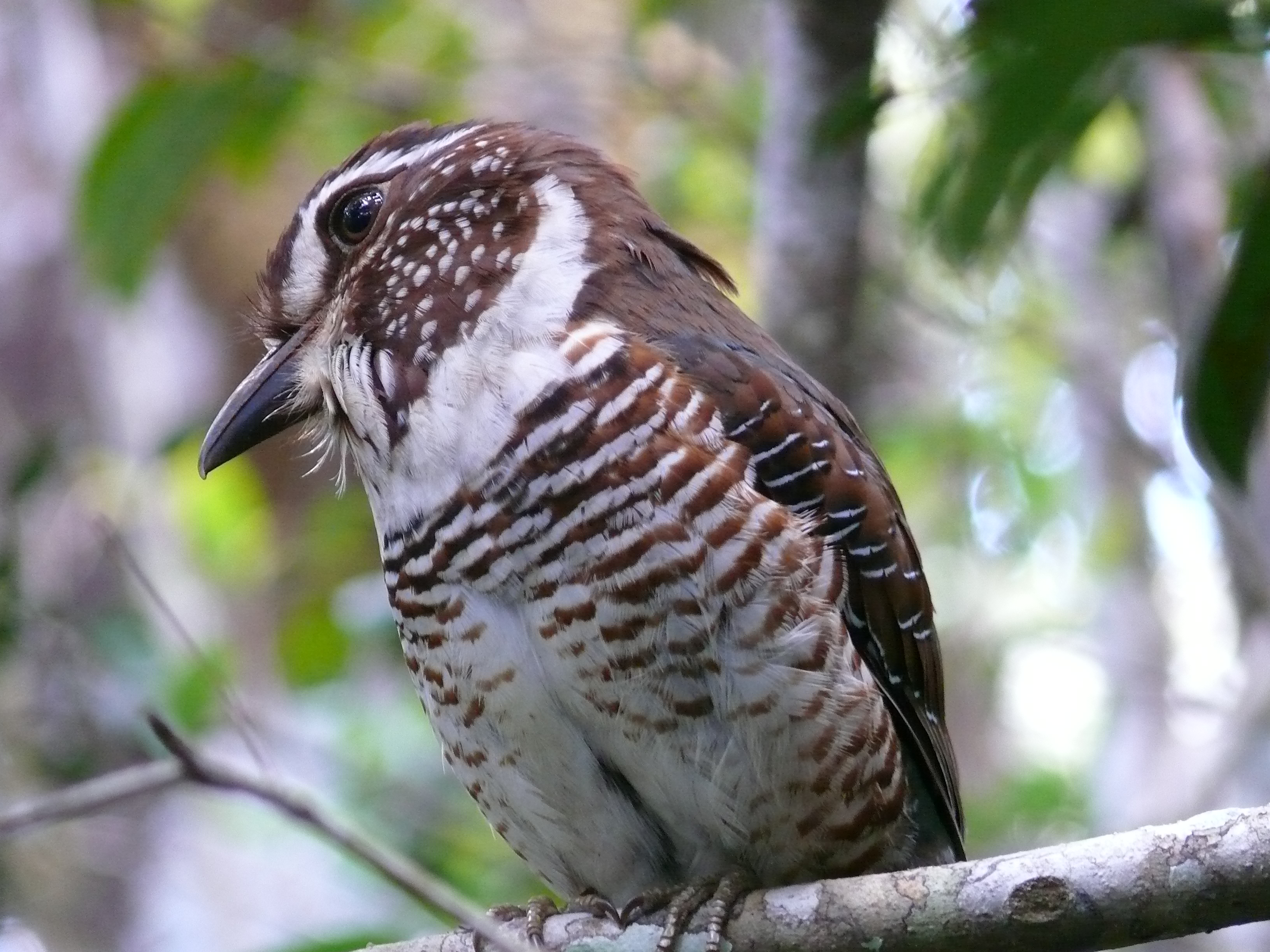
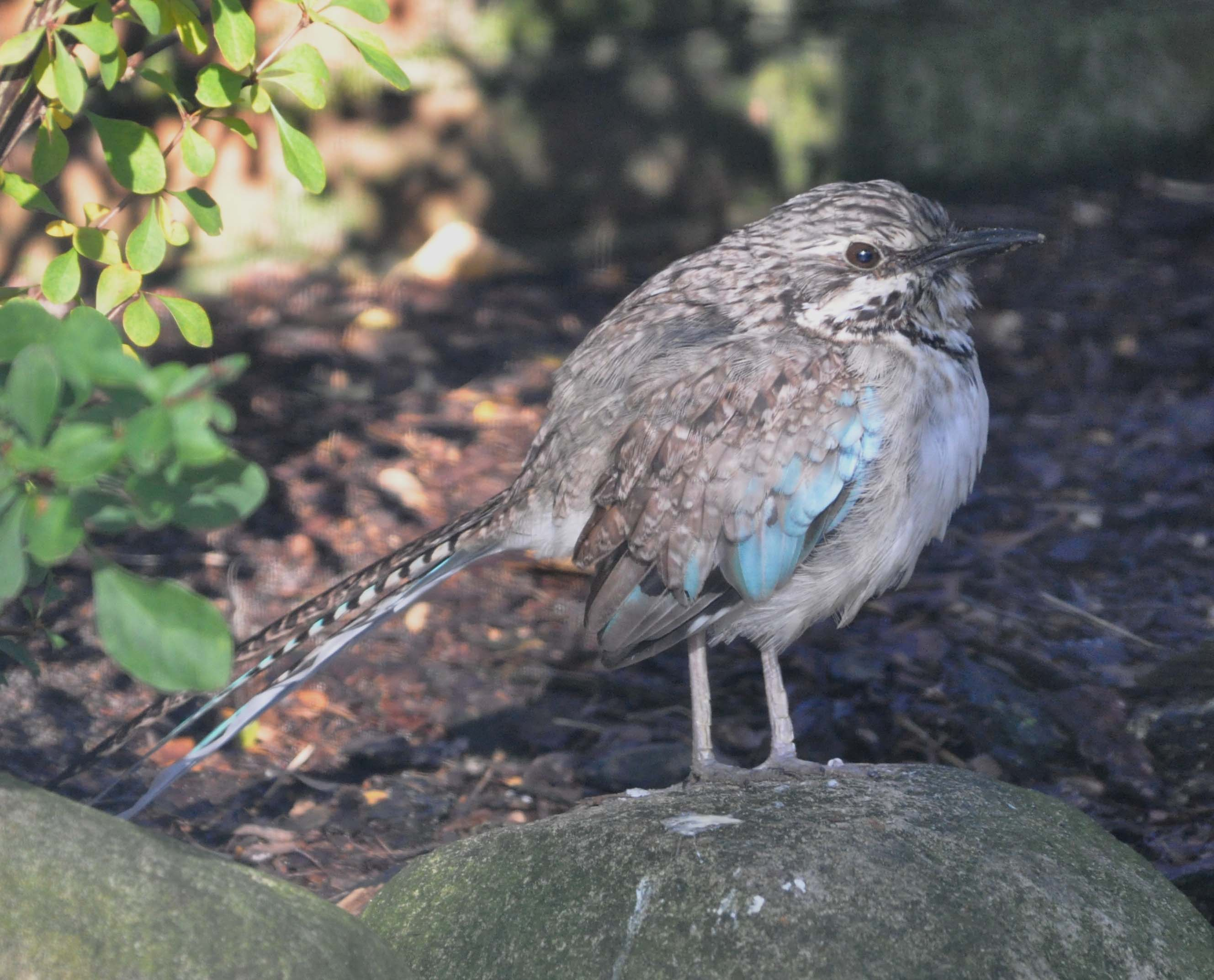
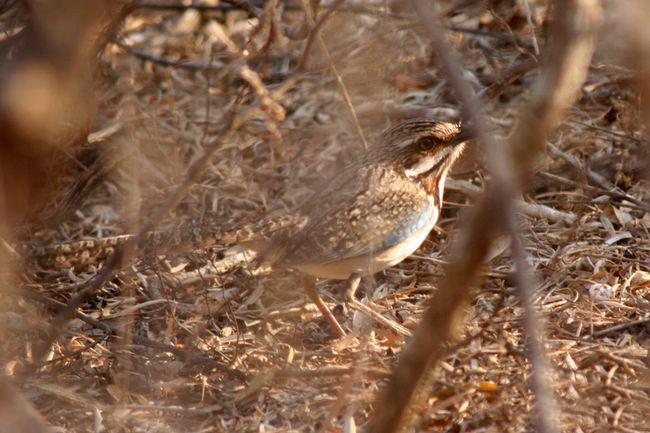
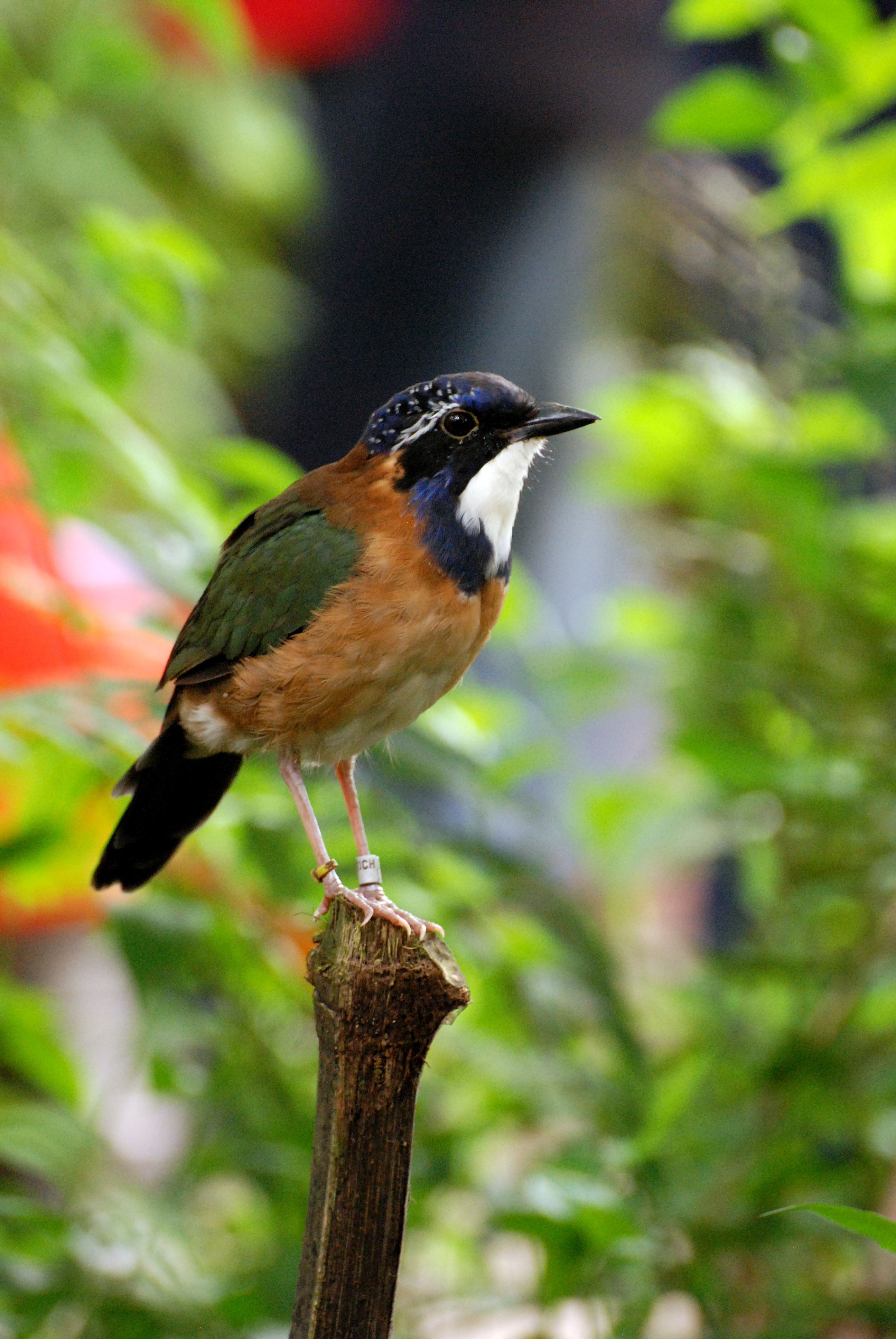
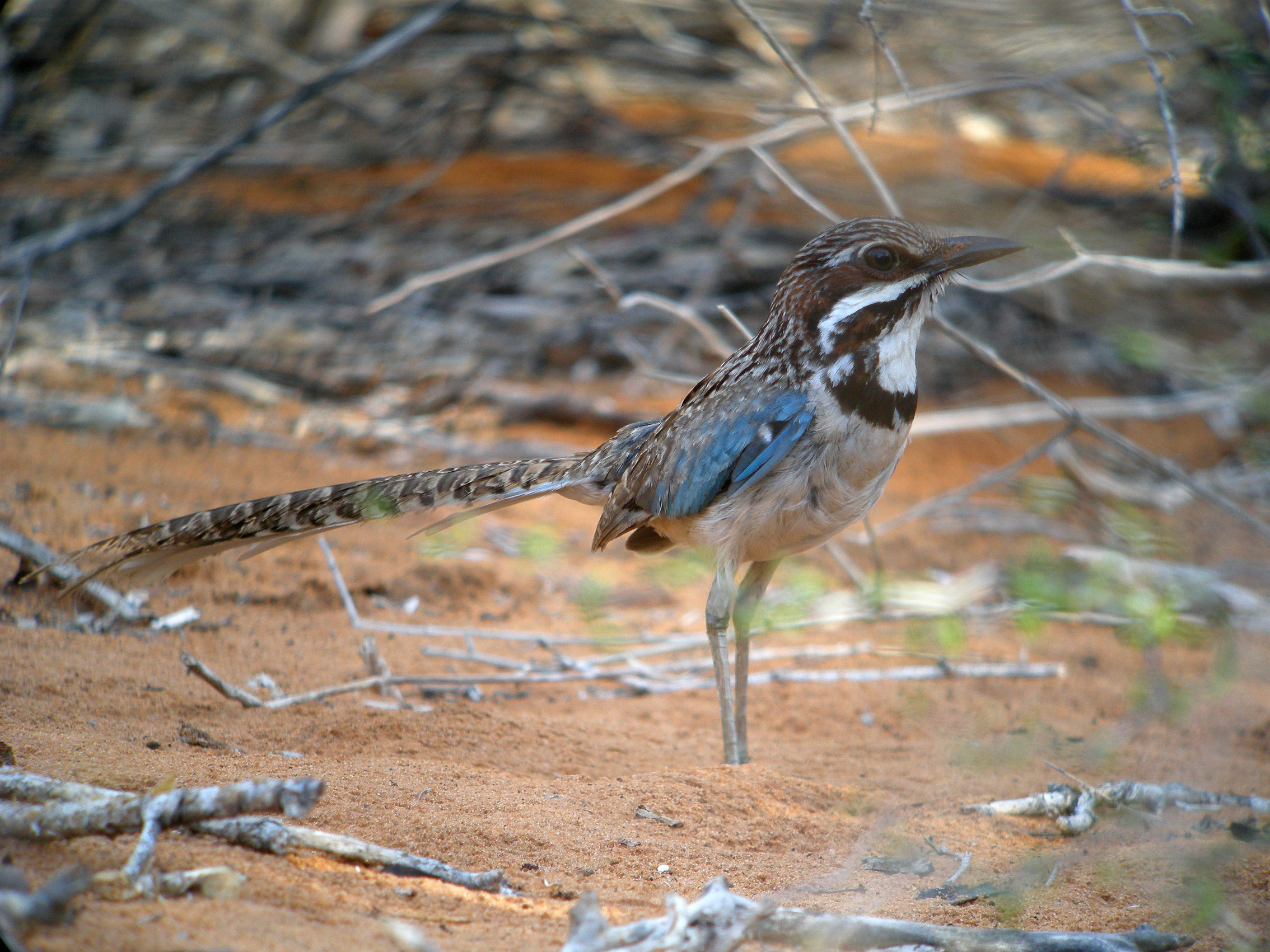
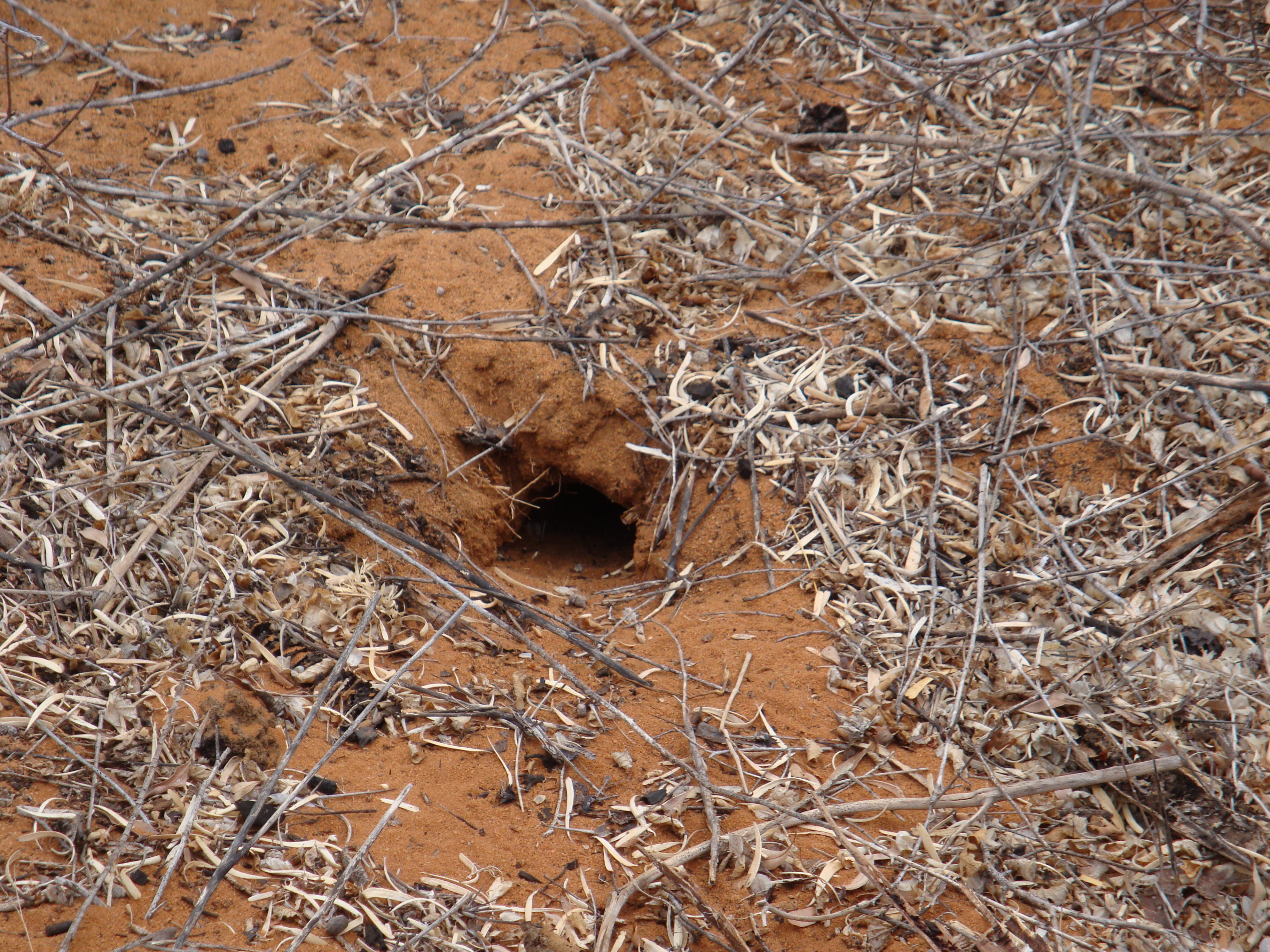